# Библиотека «Дом А. Ф. Лосева»
Библиотека «Дом А. Ф. Лосева» — единственная в России публичная специализированная библиотека философского направления. Это также научный, образовательный, просветительский центр.
Стараниями заслуженного профессора МГУ, заслуженного деятеля науки РФ — Азы Алибековны Тахо-Годи, ученицы и соратницы А. Ф. Лосева, 18 апреля 1990 года было создано Культурно-просветительское общество «Лосевские беседы», одной из целью которого стало создание Библиотеки истории русской философии и культуры в здании, где долгое время жил Лосев — на Арбате, 33.
В декабре 2000 года состоялось учреждение Библиотеки истории русской философии и культуры «Дом А. Ф. Лосева». Для читателей Государственное бюджетное учреждение культуры г. Москвы Библиотека истории русской философии и культуры «Дом А.Ф. Лосева» было открыто 23 сентября 2004 года. .
В библиотеке имеются общий и научный (Лосевский) читальные залы, а также сектор по изучению наследия А. Ф. Лосева и культурно-просветительской работе.
Основой фонда стала часть книжной коллекции А. Ф. Лосева, которую А. А. Тахо-Годи передала в дар библиотеке — десять тысяч единиц наименований. Библиотека была существенно пополнена книжными дарами московских профессоров; среди них — коллекции Г. И. Соколова, Э. А. Макаева. Помимо книг, в библиотеке можно увидеть личные вещи А.Ф. Лосева - очки, плед и чёрную монашескую шапочку. 
Библиотека была создана и организована с учётом приоритетного использования телекоммуникационно-компьютерных технологий, глобального внедрения сетевых коммуникаций, изменения форматов хранения данных. По результатам Первого Всероссийского конкурса сайтов публичных библиотек России [сайт библиотеки «Дом А. Ф. Лосева» получил два почётных диплома за представление в интернете специализированных ресурсов по русской философии. 